# Comisión Winograd
La Comisión Winograd (en hebreo: ועדת וינוגרד; el nombre oficial de la comisión es "הוועדה לבדיקת ארועי המערכה בלבנון 2006") fue una comisión de investigación nombrada por el Gobierno de Israel, encabezada por el juez emérito Eliyahu Winograd, que investigó la actuación del gobierno y de las Fuerzas de Defensa de Israel durante la Segunda Guerra del Líbano. El comité llevó a cabo su primera sesión plenaria el 18 de septiembre de 2006. El 30 de abril de 2007 la comisión publicó su informe preliminar, criticando duramente a varios de los altos cargos en el período de la guerra, incluyendo al primer ministro Ehud Ólmert, al Ministro de Defensa Amir Péretz y al Comandante en Jefe del ejército, Teniente General Dan Jalutz. El reporte final, publicado el 30 de enero de 2008, también criticó duramente la actuación del gobierno y del ejército, presentó conclusiones y recomendaciones para reparar los errores cometidos en el proceso de toma de decisiones y en la organización del ejército, sin presentar recomendaciones contra individuos específicos. 
En el mundo árabe los informes de la comisión han sido interpretados como un reconocimiento por parte de Israel de su derrota en la guerra. Al mismo tiempo, la comisión ha sido considerada -tanto en Europa como en el mundo árabe- como un testimonio de la fortaleza de la democracia israelí y su capacidad de autocrítica, dejando impresionado incluso al líder del Hezbolá, el Sheikh Hassan Nasrallah.

## Informe preliminar
El 30 de abril de 2007 la Comisión Winograd presentó un informe preliminar dedicado a la época que precedió a la guerra (del 2000 al 2006) y a los primeros días de la misma (del 12 al 17 de julio de 2006). 
El informe incluyó duras críticas personales hacia el primer ministro Ehud Ólmert, el ministro de Defensa Amir Péretz y el Comandante en Jefe del ejército Dan Jalutz. El informe señala que los tres fallaron en sus cargos como responsables de la toma de decisiones y de la dirección de la guerra. Según el informe, la decisión de salir a la guerra fue tomada de manera apresurada e irresponsable, los miembros del gabinete votaron a favor sin comprender que se trataba de salir a la guerra y no solo a una operación militar reducida.

### Reacciones al informe preliminar
El 3 de mayo tuvo lugar una manifestación de alrededor de 100.000 personas exigiendo las renuncias de Ehud Ólmert y Amir Péretz. A pesar de las protestas por parte del público y los medios de comunicación, el primer ministro declaró que no iba a renunciar, sino que iba a quedarse en el gobierno para llevar a la práctica las conclusiones de la comisión y corregir los errores. Algunos miembros de su partido y del partido Avodá, su principal aliado en la coalición, renunciaron a sus cargos en protesta a la permanencia de Olmert como primer ministro. La ministra de Relaciones Exteriores, Tzipi Livni, considerada el principal candidato a suceder a Olmert como líder del partido Kadima, exigió la renuncia de Olmert pero sin presentar su propia renuncia ante la negativa del primer ministro. Más tarde Livni se retractó.
El Ministro de Defensa Amir Péretz, quien al publicarse el informe estaba llevando a cabo su campaña electoral para ser reelegido como líder del partido Avodá, anunció que de ser reelegido exigiría a Kadima que en lugar de la cartera de defensa le fuera entregada la de economía. En las elecciones realizadas en junio del mismo año, Peretz perdió ante Ehud Barak, quien pasó a sustituirlo como líder del partido y como Ministro de Defensa. Barak aseguró que Avodá permanecería en el gobierno de Olmert por tiempo limitado para corregir los errores y se retiraría al publicarse el informe final, promesa electoral que luego no fue cumplida.
El Comandante en Jefe del ejército, ya se había retirado de su cargo tres meses antes de la publicación del informe. El único de los tres principales dirigentes durante el período de guerra que permaneció en su puesto fue el primer ministro Ehud Ólmert.